# Alien Weaponry
Alien Weaponry é uma banda de thrash metal de Waipu, Nova Zelândia, formado originalmente em Auckland em 2010 pelos irmãos Henry e Lewis de Jong (respectivamente, baterista e guitarrista/vocalista). O trio é completo pelo baixista Tūranga Morgan-Edmonds. Todos eles têm ancestrais Māori e várias de suas canções são escritas em te reo Māori, a língua Māori.

## História
O Alien Weaponry foi formado em Auckland em 2010 pelo baterista/vocalista Henry de Jong e o guitarrista/vocalista Lewis de Jong, que tinham 10 e 8 anos de idade, respectivamente. Os irmãos nomearam a banda Alien Weaponry após assistirem ao filme District 9. Depois de se mudarem para a pequena cidade de Waipu, eles se juntaram ao baixista e vocalista Ethan Trembath em abril de 2013. Todos eles têm ancestralidade Māori. Trembath substituiu Wyatt Channings, que havia tocado por um breve período com eles no ano anterior. A banda é comandada pelo pai dos de Jong, Niel, que é um músico de rock experiente e engenheiro de áudio que também desempenha o papel de engenheiro de som deles durante as turnês. A mãe deles, Jette também se envolve, gerenciando as turnês e promovendo o grupo.
Em 2016, eles venceram o Smokefreerockquest e o Smokefree Pacifica Beats — a única banda a ter vencido os dois eventos. Eles haviam ficado em segundo lugar no Smokefree Rockquest de 2015, e foram finalistas regionais por quatro anos consecutivos. A banda acompanhou o Devilskin em sua turnê "We Rise" em 2014 e se apresentou no Powerstation com o Shihad em maio de 2015. Acredita-se que o Alien Weaponry tenha sido o destinatário mais jovem do financiamento New Zealand on Air com sua canção "Rū Ana Te Whenua" em outubro de 2015. Eles receberam uma verba de $ 10 mil para completar a gravação de sua música e produzir um vídeo em 2015 e depois outras duas verbas de $ 10.000 do NZ On Air em 2016 para gravar seus singles "Urutaa" e "Raupatu" e produzir videoclipes. Em 2016, a banda foi eleita pela revista britânica Metal Hammer Magazine como uma das 10 melhores bandas de hard rock e metal da Nova Zelândia.
A banda fez uma turnê pela Europa e América do Norte pela primeira vez na segunda metade de 2018, atuando como uma banda de apoio para o Ministry em sua turnê estadunidense. Durante sua turnê europeia, eles se apresentaram em vários grandes festivais de música, incluindo Metaldays e Wacken Open Air. Em 2019 eles viajaram pela Europa e América do Norte novamente. Como o baixista Ethan optou por retornar à Nova Zelândia para finalizar suas provas do colegial, ele não pôde participar da última etapa estadunidense da turnê e foi substituído por Bobby Oblak. A banda afirmou que tinha o objetivo de se apresentar no Wacken antes que Henry, o baterista, completasse 20 anos. Eles conseguiram isso ao tocarem numa época que Henry tinha 18 anos.
Em 17 de fevereiro de 2019, a banda (ao lado da Rádio New-Zealand) lançou uma série de documentários em dez partes intitulada: "Alien Weaponry Shake Europe", que documentou sua turnê europeia no ano anterior. Em dezembro de 2018, "Holding My Breath" se tornou a música tema oficial do NXT TakeOver: Phoenix (série de especiais produzidos pela WWE com a marca NXT ).
No dia 19 de agosto de 2020, foi anunciado que o baixista Ethan Trembath deixaria a banda e seria substituído pelo amigo de colegial deles Tūranga Morgan-Edmonds.
Em 10 de setembro de 2020, eles anunciaram que passariam a ser gerenciados pela The Rick Sales Entertainment Group, de Los Angeles. Rick Sales é o empresário de longa data do Slayer e representa outros nomes notórios do heavy metal como Gojira, Mastodon e Ghost.

### Álbuns
O Alien Weaponry lançou seu primeiro EP The Zego Sessions em agosto de 2014 e começou a trabalhar em seu álbum de estreia nos estúdios Roundhead de Neil Finn em Auckland com o produtor musical Tom Larkin em setembro de 2015.
Em 1º de junho de 2018, o álbum Tū foi lançado, estreando no quinto lugar nas paradas de álbuns da Nova Zelândia, a parada dos principais álbuns semanais da Nova Zelândia.

## Estilo musical, influências e temas líricos

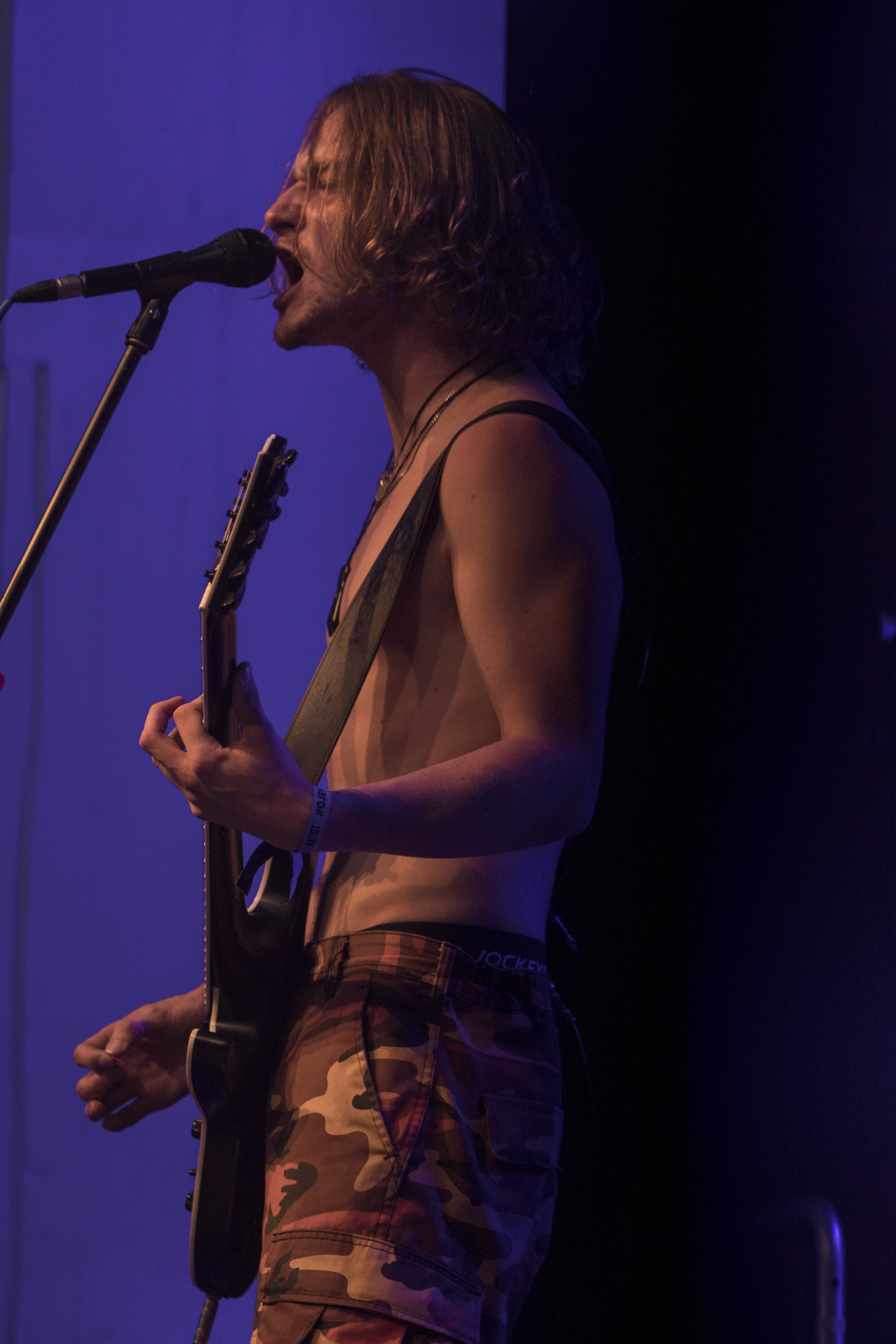
Guitarrista e vocalista Lewis de Jong

O segundo single da banda, "Raupatu" (lançado em fevereiro de 2017), fala sobre confiscos de terras pelo governo colonial da Nova Zelândia nos anos 1800 e a legislação de 1863 que permitiu que isso acontecesse. Seu terceiro single, "Rū Ana te Whenua" ("A Terra Trêmula"), lançado em 1 de julho de 2017, refere-se à batalha em Pukehinahina/Gate Pa em 1864, na qual o tataravô deles, Te Ahoaho, perdeu a vida.
O estilo musical da banda foi descrito como "nü-metal tingido de thrash" e "groove-metal thrash", com a banda mencionando Metallica, Rage Against the Machine e Lamb of God como inspirações. Eles também são frequentemente comparados a uma versão maori da era Roots do Sepultura, tanto por seu estilo musical quanto pela infusão de cultura indígena em sua música.

## Discografia

### EPs
- The Zego Sessions (2014)
- Urutaa (2016)
- Raupatu (2017)
- Rū Ana Te Whenua (2017)
- Holding My Breath (2018)
- Kai Tangata (2018)
- Ahi Kā (2019)
- Blind (2019)

### Singles
- "Whaikorero" (2018)
- "Ru Ana Te Whenua" (2018)
- "Holding My Breath" (2018)
- "Raupatu" (2018)
- "Kai Tangata" (2018)
- "Rage - It Takes Over Again" (2018)
- "The Things That You Know" (2018)
- "Whispers" (2018)
- "PC Bro" (2018)
- "Urutaa" (2018)
- "Nobody Here" (2018)
- "Te Ara" (2018)
- "Hipócrita" (2018)
- "Ahi Kā" (2019)[24]
- "Blind" (2019)[25]

### Álbuns
- Tū (2018)

## Membros

### Atuais
- Lewis de Jong - guitarras, vocais principais (2010–present)
- Henry de Jong - bateria, vocais de apoio (2010–present)
- Tūranga Morgan-Edmonds - baixo, vocais de apoio (2020–present)

### Ex-integrantes
- Wyatt Channings - baixo, vocais de apoio (2012)
- Ethan Trembath - baixo, backing vocals (2013–2020)